# Большие Озерки (Плавский район)
Большие Озерки — село в Плавском районе Тульской области России.
В рамках административно-территориального устройства является центром Больше-Озерского сельского округа Плавского района, в рамках организации местного самоуправления включается в Молочно-Дворское сельское поселение.

## География
Расположен в 19 км к юго-западу от города Плавска и в 77 км к юго-западу от центра Тулы.

## Население
| 2002 | 2010 |
| ---- | ---- |
| 390  | ↘303 |

Население — 303 чел. (2010).